# МАЗ-7907
МАЗ-7907 — опытное шасси Минского автомобильного завода для пусковой установки 15У157 подвижного грунтового ракетного комплекса 15П162 «Целина-2» с МБР РТ-23 УТТХ (15Ж62). Единственное в мире транспортное средство с 24 ведущими колёсами, 16 из которых управляемые, питаемыми энергией генератора, приводимого в действие газотурбинным двигателем от танка Т-80.
Главный конструктор шасси — автоконструктор Борис Львович Шапошник, лауреат Государственной премии СССР, лауреат Ленинской премии.
К главным техническим особенностям МАЗ-7907 можно отнести использование в качестве силовой установки газотурбинного двигателя мощностью 1250 л. с. (специально спроектированного и изготовленного варианта танкового газотурбинного двигателя ГТД-1000ТФ — ГТД-1000ТФМ; по другим данным — ГТД-1250А) и довольно сложной, но эффективной электротрансмиссии с 24 мотор-колёсами диаметром 1,66 м.
Шасси МАЗ-7907 прошло успешную опытную эксплуатацию, однако на вооружение принято не было, на полигоне МАЗа хранятся два опытных экземпляра шасси МАЗ-7907. Длина машины составляет 28,1 м, ширина — 4,1 м, высота — 4,4 м.
Небольшой радиус поворота обеспечивался путём поворота всех пар колёс, кроме 5, 6, 7 и 8-й. Первые четыре пары поворачивались в одну сторону, а последние четыре — в противоположную.

## История

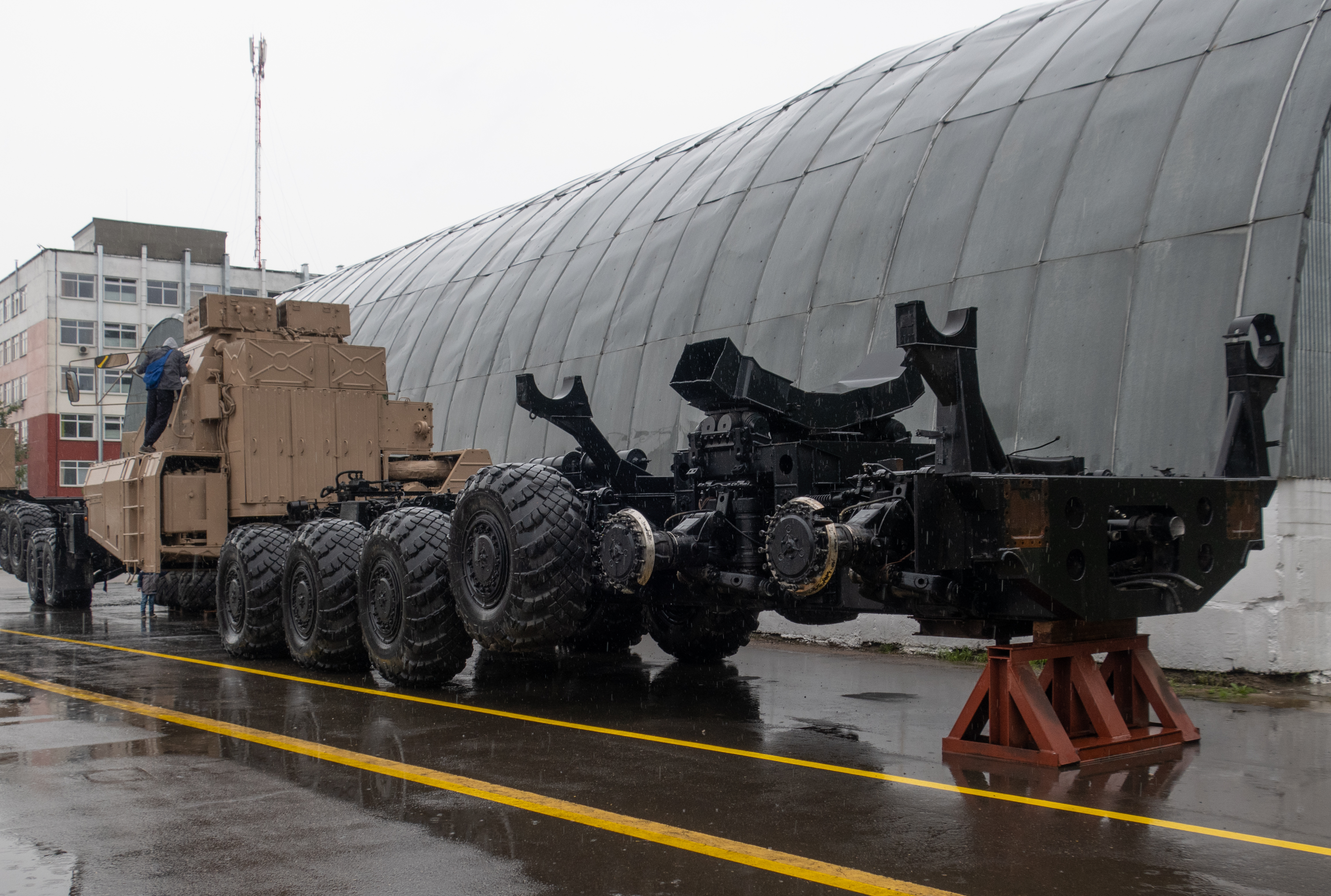
Вид сзади на единственный экземпляр, хранящийся на территории Минского завода колёсных тягачей

Работы по облегчённым (относительно МАЗ-7904) сочленённому двенадцатиосному шасси МАЗ-7907 с электроприводом и восьмиосному МАЗ-7906 с механическим приводом были начаты в Минске 23 марта 1983 года.
9 августа 1983 года вышло постановление правительства СССР о создании единой ракеты РТ-23 УТТХ «Молодец» для шахтного, железнодорожного и грунтового базирования № 768—247. Проект подвижного грунтового ракетного комплекса был назван «Целина-2» и получил индекс заказчика 15П162.
Первый опытный образец был собран на МАЗе в марте 1985 года и рассматривался как альтернативный вариант шасси по программе «Целина-2». Шасси должно было быть способно транспортировать ракету стартовой массой 104,5 т, длиной 22,6 м и диаметром 2,4 м в ТПК и оборудование, обеспечивающее хранение, транспортирование, подготовку и пуск ракеты.
На заводе были проведены предварительные обкаточные и пробеговые испытания в объёме 1000 км. Испытания проводились в ночное время по Могилёвскому шоссе и заводскому полигону «Утёс». По завершении заводских испытаний шасси было разобрано и по железной дороге отправлено на ПО «Баррикады» (г. Волгоград) для монтажа оборудования автономной пусковой установки (АПУ) 15У157. По завершении монтажа шасси вновь было частично разобрано и направлено железной дорогой в позиционный район 7-й гвардейской ракетной Режицкой Краснознамённой дивизии в пгт. Выползово (сейчас ЗАТО Озёрный) Бологовском районе Тверской области для сравнительных испытаний с АПУ на базе МАЗ-7906.
Испытания шасси МАЗ-7907 в 7-й гв. рд начались в сентябре 1986 года. Целью испытаний был выбор типа шасси для ПГРК «Целина-2». Проведение испытаний потребовало серьёзной модернизации инфраструктуры войсковой части: были построены гигантские ангары для хранения и обслуживания шасси, специальные участки дорог с мостами и развязками для исследования воздействия колёс на дорожное полотно. Испытания были завершены в сентябре 1987 года, при этом пробег МАЗ-7907 составил 2054 км при максимальной достигнутой скорости 25 км/ч.
Комиссия в выводах по результатам испытаний к производству рекомендовала шасси МАЗ-7907 как обладавшее по сравнению с МАЗ-7906 рядом преимуществ:
- меньшими осевыми нагрузками,
- лёгкостью управления,
- лучшими виброакустическими характеристиками в кабине,
- быстрым набором готовности к движению при низких температурах (за счёт применения ГТД),
- лучшими эксплуатационными качествами (за счёт применения электротрансмиссии),
- более высокой надёжностью и живучестью (за счёт резервирования систем электротрансмиссии и возможности движения без 8 электроприводов),
- лучшей железнодорожной транспортабельностью.

Однако работы по комплексу были прекращены, и обе машины МАЗ-7907 были возвращены на Минский автозавод.
Летом 1996 года с помощью одного из шасси МАЗ-7907 осуществлена перевозка 88-тонного теплохода длиной 40 метров с реки Березины за 250 км на озеро Нарочь. После разгрузки шасси в условиях водоёма, на обратном пути вышли из строя все электромоторы и шасси было возвращено на буксире.
В 2006 году из элементов двух машин МАЗ-7907, находившихся на заводском полигоне, была собрана одна, которая находится сейчас на территории предприятия в ожидании реставрации. Предполагается, что данное шасси станет одним из элементов музейной экспозиции Минского завода колёсных тягачей.

## Конструкция
На шасси применена рама хребтового типа с горизонтальным силовым шарниром, соединяющим два шестиосных полноприводных звена. Это решение в сочетании с независимой гидропневматической рычажной подвеской с пневматической связью каждых двух колёс по борту шасси, системой регулирования положения рамы и большим ходом колёс позволяло шасси без зависания точек опор двигаться по сложному профилю грунтовых дорог. В то же время в горизонтальной плоскости при поворотах эта рама оставалась жёсткой.
Высокую маневренность шасси обеспечивает автоматическая система дифференциального управления поворотом колёс — управляемыми выполнены четыре передних и четыре задних оси, на повороте задняя четвёрка осей поворачивается в противоположную сторону. Эти меры позволили добиться радиуса поворота в 27 м при длине шасси в 28 м.
В качестве двигателя использован усовершенствованный вариант двигателя ГТД-1000ТФ танка Т-80Б — газотурбинный двигатель ГТД-1000ТФМ (по другим данным — ГТД-1250А) мощностью 1250 л. с.
Двигатель приводил во вращение генератор переменного тока, который вырабатывал электроэнергию и питал всю электротрансмиссию, состоявшую из 24 синхронных электромоторов ТЭ660-24 переменного тока с частотным регулированием, установленных внутри рамы по одному на каждое из колёс. В связи с незавершённостью работ смежников по созданию синхронного электродвигателя с полным масляным охлаждением в шасси применили тяговые электромоторы воздушно-масляного охлаждения. Тяговые электромоторы через полуоси приводили во вращение колёса с широкопрофильными шинами модели ВИ-207 (1660 × 670-685), выпускавшиеся на Воронежском заводе.